# Pro Ruhrgebiet
Pro Ruhrgebiet ist ein privatwirtschaftlicher, gemeinnütziger Verein mit dem Ziel der Förderung des Strukturwandels im Ruhrgebiet mit Sitz in Essen. Die Basis des 1981 gegründeten Vereins bilden über 350 Mitgliedsunternehmen aus unterschiedlichen Branchen.
Die Ziele des Vereins sind
- die Stärkung der Identifikation der Bürger mit dem Ruhrgebiet
- die Kulturförderung
- Förderung des Sports

Der Verein fördert die Kulturveranstaltung RuhrTriennale und setzt sich für die Wahrnehmung des Ruhrgebiets als Ruhrstadt ein.
Seit 1981 verleiht der Verein die Ehrenbezeichnung Bürger des Ruhrgebiets. Ausgezeichnet werden Personen, die sich mit ihrem Wirken in herausragender Weise um das Ruhrgebiet verdient gemacht haben. Neben einer vom Vorstand unmittelbar nominierten und ausgewählten Person wird die Auszeichnung seit 2004 jährlich auch an eine Person aus dem Ruhrgebiet, die aus der ansässigen Bevölkerung heraus vorgeschlagen wird, vergeben. Jährlich wechselt das Themenfeld, auf dem die Verdienste des Vorgeschlagenen schwerpunktmäßig liegen sollten, so dass Leistungen in den verschiedensten Bereichen gewürdigt werden können. So wurden 2009 zum Beispiel Verdienste in dem Bereich Engagement von Zuwanderern im Ruhrgebiet für die Integration ausgezeichnet.
In Hinblick auf die Auszeichnung des Ruhrgebiets als Kulturhauptstadt 2010 koordinierte der Verein das Projekt Hot Spot Ruhr mit dem Ziel, das Ruhrgebiet flächendeckend mit kabellosen Internetzugängen auszustatten.
Der Verein ist zudem Gesellschafter der Kultur Ruhr GmbH.